# 1985 Hopmann
Az 1985 Hopmann (ideiglenes jelöléssel 1929 AE) a Naprendszer kisbolygóövében található aszteroida. Karl Wilhelm Reinmuth fedezte fel 1929. január 13-án.